# Shosh
Shosh è una frazione del comune di Scutari in Albania (prefettura di Scutari).
Fino alla riforma amministrativa del 2015 era comune autonomo, dopo la riforma è stato accorpato, insieme agli ex-comuni di Ana e Malit, Berdicë, Dajç, Gur i Zi, Postribë, Rrethinat, Pult, Scutari, Shalë e Velipojë a costituire la municipalità di Scutari.

## Località
Il comune era formato dall'insieme delle seguenti località:
- Ndrejaj
- Nikaj-Shosh
- Palaj
- Pepsumaj
- Brasht